# Cédric Permal
Cédric Permal (sinh ngày 8 tháng 12 năm 1991 ở Mauritius) là một cầu thủ bóng đá người Mauritius hiện tại thi đấu cho AS de Vacoas-Phoenix ở Mauritian League ở vị trí hậu vệ và tiền vệ.

## Sự nghiệp

### Sự nghiệp chuyên nghiệp
Permal bắt đầu sự nghiệp chuyên nghiệp cùng với AS de Vacoas-Phoenix sau khi ký hợp đồng với họ năm 2011 trước mùa giải 2011.

### Sự nghiệp quốc tế
Permal được triệu tập nhiều lần để đại diện Mauritius ở cấp độ trẻ. Năm 2011, anh có màn ra mắt cho đội tuyển quốc gia Mauritius ở vòng loại AFCON 2012 trước CHDC Congo. Sau đó, anh được triệu tập vào Mauritius ở Đại hội Thể thao Quần đảo Ấn Độ Dương 2011. Anh có 1 lần ra sân, trước Mayotte.